# Жебрак-Русанович, Михаил Антонович
Михаи́л Анто́нович Жебра́к (Жебра́к-Русано́вич) (с подачи Антона Туркула Жебра́к-Русаке́вич, у Николая Рутыча Жебра́к-Рустано́вич, наиболее известен как полковник Жебрак; 29 сентября [11 октября] 1875, Гродненская губерния, Российская империя — 23 июня [6 июля] или 24 июня [7 июля] 1918:583, близ села Белая Глина, Кубанская область, территория под контролем Войск Кубанской советской республики) — русский военный и общественный деятель, полковник.
Выходец из крестьянской семьи, выслужившийся в офицеры Русской императорской армии. Участник Русско-японской войны. Выпускник Александровской военно-юридической академии, юрист военно-морских ведомств (1912—1914). Командир 2-го морского полка отдельной морской бригады в Первой мировой войне (1916—1918).
Участник Белого движения на Юге России, один из родоначальников русского добровольческого движения:22,98 в период Гражданской войны, создатель в начале 1918 года в Измаиле офицерского добровольческого отряда полковника Жебрака. Участник и один из организаторов Дроздовского похода, командир офицерского полка в составе Первой бригады русских добровольцев полковника М. Г. Дроздовского. Командир 2-го офицерского стрелкового полка 3-й дивизии в Добровольческой армии.
Погиб в бою у села Белая Глина 23 июня (6 июля) 1918 года во время Второго Кубанского похода. Имя полковника Жебрака было воспето в военном фольклоре Добровольческой армии.

## Биография

### Происхождение
Михаил Жебрак родился 29 сентября [11 октября] 1875 года в Гродненской губернии в крестьянской семье православного вероисповедания. В мемуарных источниках периода Гражданской войны в России Михаил Жебрак часто упоминается под двойной фамилией Жебрак-Русакевич или Жебрак-Русанович (также Жебрак-Рустанович:124-125). Происхождение двойной фамилии исследователям до настоящего времени установить не удалось. Во всех его послужных списках и официальных документах присутствует фамилия Жебрак:586. В современной историографии для идентификации полковника преимущественно утвердилась фамилия Жебрак-Русанович.

### Начало военной службы
9 [22] сентября 1894 года он подал прошение вступить на военную службу и был принят на правах вольноопределяющегося 2-го разряда:6 в Петрозаводский 103-й пехотный полк. 11 [24] августа 1895 года получил чин младшего унтер-офицера и через 20 дней был зачислен в младший класс Виленского пехотного юнкерского училища, которое окончил в 1898 году по 1-му разряду. 1 [13] ноября 1898 года произведён в подпоручики и выпущен в Венденский 178-й пехотный полк:6 (согласно данным Николая Рутыча — в Либавский 6-й пехотный полк). Исследователь биографии Михаила Жебрак-Русановича историк Никита Кузнецов пишет, что такое успешное начало карьеры для выходца из крестьянской семьи могло свидетельствовать «о его незаурядных способностях и любви к военной службе»:576.
Жебрак-Русанович стремился к продолжению своего военного образования. 20 сентября [3 октября] 1902 года он был командирован в Военно-топографический отдел Генерального штаба Русской императорской армии, а позже прикомандирован к Военно-топографическому училищу в Санкт-Петербурге для изучения там черчения и военно-топографической съёмки. 15 [28] апреля 1903 года произведён в поручики. У молодого офицера были намерения поступать в Академию Генерального штаба. Для этого он сдал в апреле-мае 1903 года в Первом кадетском корпусе экзамен за полный курс корпуса. 12 [25] мая 1904 года он был командирован в штаб Виленского военного округа для сдачи предварительного экзамена «на предмет поступления в Николаевскую академию Генерального Штаба». Но планам офицера поступить в Академию помешала русско-японская война:576-577.

### Участник русско-японской войны
за отличный подвиг храбрости и самоотвержения, оказанный им в бытность его Поручиком 20-го стрелкового полка, 18-го ноября 1904 года, когда он, во время атаки д. Чжан-таньхенань, в районе Сандепу, заметив опасность для левого фланга нашего боевого расположения от анфиладного огня неприятеля из занятых им фанз, в сознании гибельной опасности промедления каждой минуты, по собственному почину, личным примером поднял одну полуроту 20-го стрелкового полка, повёл её на фанзы, выбил из них неприятеля и прекратил его губительный огонь, чем обеспечил на этом фланге свободу действий нашего отряда и тем оказал решительное содействие к занятию означенной укреплённой деревни..:577
9 [22] ноября 1904 был назначен командиром 4-й роты 20-го стрелкового полка, отправленного на фронт русско-японской войны в составе Сводно-Стрелкового корпуса. 18 ноября [1 декабря] 1904 отличился в боях при Сандепу у деревни Чжантанхенань, за которые спустя много времени, 8 [15] марта 1915 был награждён орденом Святого Георгия 4-й степени.
За отличия в боях с  [25]  12 по 15 [28] января 1905 года:6 у деревни Ванцзяуоп был награждён приказом командующего 2-й Маньчжурской армии № 156 от 21 августа [3 сентября] 1905 года орденом Святой Анны 4-й степени с надписью «За храбрость» (утверждён Высочайшим приказом от 29 октября [11 ноября] 1906 года):577.
16 февраля [1 марта] 1905 года при обороне деревни Чжантан был тяжело ранен в ногу разрывом снаряда, из-за чего был эвакуирован в один из госпиталей в тылу армии, а затем на территорию России на длительное излечение. После этого ранения он остался на всю жизнь хромым. За отличие в этом бою произведён в штабс-капитаны (согласно приказу от 10 [23] марта 1905 года, утверждение в должности 20 сентября [3 октября] 1906 года).

### Военный юрист
12 [25] июня 1906 года был восстановлен в строй в составе 178-го Венденского пехотного полка, однако 20 июля [2 августа] 1907 года на основании решения эвакуационной комиссии был признан негодным к строевой службе, но при этом способным занимать административные должности. Оставив строевую службу и несколько поправив здоровье, Жебрак-Русанович стал задумываться о продолжении карьеры. В июне 1908 года он записался вольнослушателем в Александровскую военно-юридическую академию:580.
В это же время женился на дочери германского подданного Софии-Христиане-Елене Эдуардовне-Фердинандовне Пейффер. 21 июня [4 июля] 1908 года в их семье родился первенец — сын Николай, а 17 [30] апреля 1911 года второй сын — Михаил. Жена исповедовала римско-католическое вероисповедание, но дети воспитывались в православной традиции:580.
В 1912 году закончил Александровскую военно-юридическую академию по 2-му разряду. В том же году 19 апреля [3 мая] был произведён в капитаны и 24 апреля [7 мая] переведён на службу в Морское ведомство с зачислением по Адмиралтейству. Служил в Кронштадтском военно-морском суде в качестве военного адвоката. Историк Никита Кузнецов на основании аттестаций Жебрак-Русановича председателем суда генерал-лейтенанта Алабышева в 1913—1914 годах пишет, что «спокойная должность явно тяготила храброго боевого офицера». В аттестации генерала отмечалось, что способности Жебрак-Русановича «к судебной службе весьма посредственные» и он в этом деле «Не представляет из себя ничего особенного. К дальнейшей службе в военно-морском судебном ведомстве не вполне пригоден». В аттестациях также было записано: «Ранен на войне в ногу, почему хромает и ходит с палкой. В остальном здоровье удовлетворительное. Характера и нравственности хороших. Достаточно воспитан и вполне дисциплинирован. Знает языки: французский, немецкий и английский»:581. 3 [16] ноября 1914 года Жебрак-Русанович был переведён в состав Военно-морского судебного ведомства в качестве штатного кандидата на военно-морские судебные должности при Кронштадтском военно-морском суде. 3 [16] декабря 1914 года он произведён в подполковники «по линии»:581.

### В Первой мировой войне

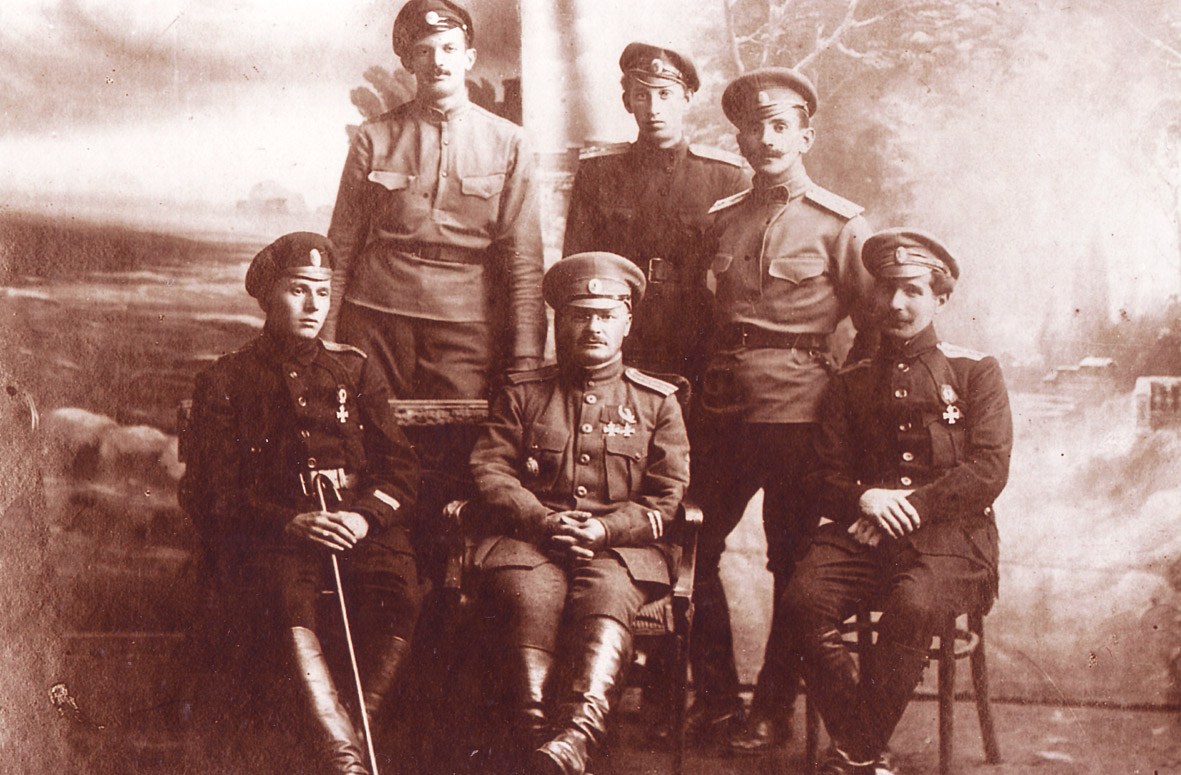
Михаил Жебрак (сидит в центре) среди офицеров в Измаиле, 1917 год

Кузнецов пишет, что начало Первой мировой войны повлияло на дальнейшие действия Жебрак-Русановича: «Человек, „ничего не представлявший из себя“ на судебной должности рвался в свою родную стихию — в бой»:581. 7 [20] января 1916, несмотря на последствия ранения, он получил разрешение вернуться к строевой службе и был назначен командиром 2-го морского полка отдельной морской бригады, в задачи которой входила охрана подступов к Морской крепости императора Петра Великого в Ревеле (нынешний Таллин). В октябре 1916 года бригада была переброшена на Румынский фронт и развёрнута в Отдельную Балтийскую морскую дивизию, которая вошла в состав 6-й армии Румынского фронта и действовала в районе устья Дуная. До развала частей Румынского фронта в 1917 году она выполняла эти задачи и входила в Отряд обороны Дуная и Дунайских гирл:581. Успешные действия 2-го морского полка неоднократно отмечались в приказах по армии, а его командир 6 [19] декабря 1916 был произведён в полковники:6-7.
«За отличие в делах против неприятеля в феврале 1917 года» был награждён боевым Орденом Святой Анны 2-й степени с мечами (приказ командующего Черноморским флотом от 5 [18] июня 1917 года. За разработанную по собственной инициативе операцию в тылу противника 22 июня [5 июля] 1917 с захватом пленных и уничтожением орудий противника в районе деревни Журиловки по представлению командира дивизии контр-адмирала Владимира Трубецкого был награждён орденом Святого Владимира 3-й степени с мечами и бантом (приказ по Армии и Флоту № 259 от 23 октября [3 ноября] 1917 года):581, 583.
Вице-адмирал Дмитрий Ненюков в воспоминаниях, посвящённых описанию боевых действий на Дунае в 1916—1918 годах, написал о Жебрак-Русановиче:

Одиночные смельчаки находились во всех частях, но особенно много увлекал за собой командир 2-го полка полковник Жебрак. Несмотря на свою раненую ногу, он всегда сам участвовал во всех вылазках, и всегда они сопровождались успехом. Интереснее всего, что Жебрак, будучи военным юристом, в мирное время не служил в строю, но и на Японской и на Великой войне отправлялся в самые опасные места и брал любые назначения в самом центре военных действий
— :582
Жебрак-Русанович 14 [27] сентября 1917 года за боевые отличия у деревни Перлита был представлен к чину генерал-майора (без приказа). За эти же события он получил от румынского короля высшую военную награду Румынии — Орден Михая Храброго. Осенью 1917 года он был награждён Георгиевским крестом с лавровой ветвью, которым после демократизации армии солдаты награждали офицеров своих частей за боевые отличия:7.

### В Белом движении

#### Создание отряда русских добровольцев в Измаиле

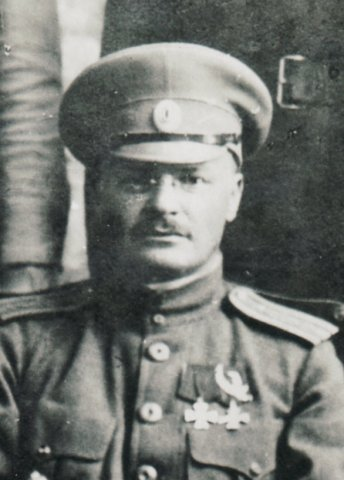
Полковник Жебрак

После прибытия генерала М. В. Алексеева на Дон в декабре 1917 года и начала формирования там Алексеевской организации, между ним и командованием Румынского фронта была налажена связь, итогом которой стало зарождение на Румынском фронте идеи о создании Корпуса русских добровольцев для последующей его отправки на Дон. Формирование добровольческих отрядов во многом зависело от инициативы местных командиров. Одним из первых офицеров, проявивших такую инициативу, оказался командир 2-го морского полка отдельной Балтийской морской дивизии Михаил Жебрак-Русанович:85. В начале 1918 года он сформировал в Измаиле на базе дивизии и из числа своих офицеров добровольческий отряд (в составе 130 человек).
Участник Дроздовского похода Сергей Колдобский пишет в своих воспоминаниях, что Жебрак-Русанович «успел со времени распада своего полка побывать в … Петрограде и у себя на родине в Белоруссии, где в это время усиленно готовились к независимости этого края и даже предлагали ему на родине пост военного министра. Из вынесенных от своей поездки впечатлений, Михаил Антонович верил только в одно: „большевизму не бывать, а будет только одна Единая Великая Неделимая Россия“». Колдобский отмечает, что эти же слова им были сказаны в городе Яссы в обществе всего измаильского офицерства и на параде 24 февраля [9 марта] 1918 года перед выступлением отряда в поход, на котором присутствовало почти всё измаильское население.
Известно стихотворение, написанное Жебрак-Русановичем и датированное 24 февраля [9 марта] 1918 года, посвящённое героям-добровольцам Морского Сводного полка, в котором он призывает своих однополчан сплотиться и выполнить свой воинский долг.
Седой Жебрак, командир Второго офицерского стрелкового полка, был, кажется, самым пожилым среди нас. Он вызывал к себе общее уважение. В офицерской роте было до двадцати георгиевских кавалеров, все перераненные, закалённые в огне большой войны; рядовыми у нас были и бывшие командиры батальонов, но Жебрак ввёл для всех железную дисциплину юнкерского училища или учебной команды. В этом он был непреклонен. Он издавал нас заново. Он заставлял переучивать уставы, мы должны были снова узнать их до самых тонкостей. … Пуговица ли, шаг, винтовка — полковник Жебрак видел всё. И он умел себя так поставить, что даже старшие офицеры не решались спрашивать у него разрешения закурить. Всё воинское он доводил до великолепного совершенства. Это была действительно школа.

#### Присоединение к отряду Дроздовского
Жебрак-Русанович выступил со своим отрядом на соединение с бригадой полковника Дроздовского, двигавшегося в сторону Дона. 13 [26] марта 1918 года оба отряда соединились в районе села Новопавловки (формальное объединение произошло лишь 26 марта [8 апреля], после переправы через Южный Буг):124. Жебрак-Русанович принёс со своим отрядом знамя 1-го Морского полка Балтийской дивизии — Андреевский флаг, которое затем стало полковым знаменем офицерского стрелкового полка дроздовских частей. Объединение произошло не сразу из-за того, что морской полковник сначала настаивал на особой «автономии» морского отряда, и только после неоднократных сложных переговоров Жебрак был вынужден согласиться с командиром бригады, что его командирская самостоятельность стала бы прямым нарушением армейского уклада, и подчиниться Дроздовскому, войдя в его отряд на общих основаниях. Уже в первых же боях эти разногласия были забыты, а Жебрак-Рустанович вскоре стал одним из самых близких сподвижников Михаила Гордеевича. Оба были монархистами по убеждениям, это их сближало, и за время Румынского похода эти два разных характерами человека притёрлись до такой степени, что могли понимать мысли друг друга с полуслова.
21 апреля [4 мая] или 22 апреля [5 мая] 1918 года, после боя за Ростов, сменил отрешённого от должности генерала Семёнова на посту командира офицерского стрелкового полка (после соединения с Добровольческой армией — 2-го офицерского стрелкового полка). Во главе своего полка вошёл в занятый при участии отряда полковника Дроздовского Новочеркасск, где оставался до соединения с Добровольческой армией в станице Мечётинской 27 мая [9 июня] 1918 года.

#### Действия на Дону и на Кубани
Историк Р. Г. Гагкуев пишет, что Жебрак-Русанович по просьбе большинства офицеров отряда имел в мае 1918 года разговор с М. Г. Дроздовским на предмет присоединения к Добровольческой армии. Существовавшие в добровольческой среде в это время слухи предполагали, что Дроздовский не желает присоединяться к Добровольческой армии, а планирует выступить с Донской армией, либо даже самостоятельно. В задачи Жебрак-Русановича входило опровергнуть эти слухи. После данного разговора с Жебрак-Русановичем, пишет историк, Дроздовский выехал в Мечётинскую, где его отряд соединился с Добровольческой армией:149. Во время Второго Кубанского похода полк Жебрак-Русановича взял станицы Торговую и Великокняжескую.

### Гибель

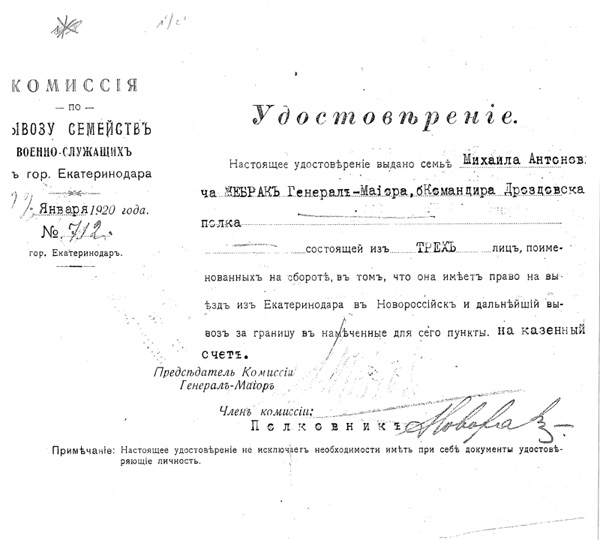
Эвакуационное удостоверение на имя жены и детей полковника Жебрака, выданное администрацией ВСЮР в Екатеринодаре в 1920 году. В удостоверении погибший Жебрак указан генерал-майором

В ночь на 23 июня [6 июля] 1918 года полковник Жебрак-Русанович лично возглавил атаку двух батальонов на станцию Белая Глина, где были сосредоточены большие силы Красной армии. По версии участника Гражданской войны и эмигрантского историка Николая Рутыча, во время этой атаки командир полка вместе со своим штабом натолкнулся на пулемётную батарею красных, от огня которой погиб он и весь его штаб:125. В альбоме «Белая Россия», изданном в Нью-Йорке в 1937 году, сообщается, что Жебрак-Русанович со своим отрядом пытался взять мельницу, защищаемую превосходящими силами противника:98. Согласно свидетельствам дроздовцев, смерть Жебрак-Русановича была страшной. По словам Антона Туркула, «наш командир был, очевидно, тяжело ранен в атаке. Красные захватили его ещё живым, били прикладами, пытали, жгли на огне. Его запытали. Его сожгли живым». Подпоручик конной артиллерии Василий Матасов пишет, что после боя было обнаружено свыше 100 тел дроздовцев, среди которых трупы 43 офицеров и полковника Жебрака. «Трупы были изуродованы в результате пыток и издевательств; у многих были отрезаны уши, носы, языки, вывернуты руки и ноги. Часть офицеров было сожжена живьём, будучи ранеными. Полк[овник] Жебрак был также сожжён», — пишет Матасов.
Похоронен в братской могиле в Белой Глине после её занятия бригадой Дроздовского 24 июня [7 июля] 1918 года:125.

## Награды
Вьётся над нашим отрядом
Белый Андреевский стяг.
Вынул палаш пред парадом
Славный полковник Жебрак.
Вот он по фронту шагает
Нашу обходит семью.
Сам он заметно хромает
Был он поранен в бою.
Крест его грудь украшает
Крест тот — символ храбрецов.
Взгляд наш его провожает
Верим ему мы без слов.
В бой он ходил с нами вместе
Пулям не кланялся он.
В самом рискованном месте
Он появлялся пешком.
Храбрость его погубила
Дерзкой та храбрость была.
Вражия сила лишила
Нас командира полка.
Над телом его надругалась
Злых негодяев рука.
Но им дорого досталась
Смерть храбреца Жебрака.

### Российские

#### Полученные в мирное время
- Знак за окончание Александровской военно-юридической академии[18]
- Медаль «В память 300-летия царствования дома Романовых»[18]
- Медаль «В память 200-летия морского сражения при Гангуте»[18]

#### Боевые
- Орден Святой Анны 4-й степени с надписью «За храбрость» (1906)[7]
- Медаль «В память русско-японской войны» (светло-бронзовая с бантом)[18]
- Орден Святого Георгия 4-й степени (1915)[7]
- Орден Святой Анны 2-й степени с мечами (1916)[7]
- Орден Святого Владимира 3-й степени с мечами (1916)[7]
- Георгиевский крест с лавровой ветвью (1917)[7]

### Иностранные
- Орден Михая Храброго (Румыния, 1917)[6]:98

## Память
В 1918 году в дроздовских частях в память о полковнике Жебраке после его гибели были сочинены две песни, автором слов которых был офицер-дроздовец Иван Виноградов (впоследствии был рукоположён под именем Исаакий). Первая песня называлась «Полковник Жебрак» и пелась на мотив «Варяга» («Плещут холодные волны…»). Вторая посвящённая Жебраку полковая песня, певшаяся на мотив песни «Вы жертвою пали в борьбе роковой…», называлась «Похоронный марш павшим при Белой Глине», была посвящена похоронам полковника и содержала, в частности, такие строки:

Полсотни гробов перед фронтом прошли,
Сам вождь во главе шёл к могиле.
И в лоно сырое чужой нам земли
Мы прах Жебрака опустили.

Весной 1919 года в Каменноугольном районе в составе Добровольческой армии был создан и действовал бронепоезд с названием «Полковник Жебрак».
В 2008—2010 годах хор певческой культуры «Валаам» записал и издал в своём релизе «Песни Белого движения. К 90-летию создания Общества галлиполийцев» (RLCD 040) песни «Полковник Жебрак» (исполняет Константин Никитин) и «Похоронный марш павшим при Белой Глине» (исполняет заслуженный артист Российской Федерации Михаил Морозов).

## В художественной литературе
- Алексей Толстой. Хождение по мукам. Кн. 2. Восемнадцатый год[20]

### Научная и научно-популярная
- Жебрак (Жебрак-Русанович) Михаил Антонович // Энциклопедия Гражданской войны / Сост. С. В. Волков. — М.—СПб.: Нева, Олма-Пресс, 2003. — С. 159. — 674 с. — 3000 экз. — ISBN 5-7654-1810-4.
- Кузнецов, Н. А. Михаил Антонович Жебрак // Дроздовский и дроздовцы / Гл. ред. и сост. Р. Гагкуев. — М.: Посев, 2006. — С. 576—587. — 738 с. — (Белые воины). — 1500 экз. — ISBN 5-85824-165-4.
- Рутыч, Н. Н. Жебрак-Рустанович Михаил Антонович // Биографический справочник высших чинов Добровольческой армии и Вооружённых Сил Юга России. Материалы к истории Белого движения. — М.: Астрель, АСТ Российский архив, 2002. — С. 124—125. — 381 с. — ISBN 5-17-014831-3.
- Шишов, А. В. Генерал Дроздовский. Легендарный поход от Ясс до Кубани и Дона. — М.: Центрполиграф, 2012. — 431 с. — (Россия забытая и неизвестная. Золотая коллекция). — ISBN 978-5-227-03734-3

### Воспоминания
- Колдобский С. Н. Формирование Сводного Морского Добровольческого полка и Спасение Знамённого Андреевского Флага 1-го Морского полка Балтийской дивизии // Дроздовский и дроздовцы / Гл. ред. и сост. Р. Гагкуев. — М.: Посев, 2006. — 738 с. — (Белые воины). — 1500 экз. — ISBN 5-85824-165-4.
- Туркул А. В. Наша заря; Земля обетованная; Суховеи // Дроздовцы в огне: Картины гражданской войны, 1918-1920 гг. / Лит. обраб. И. Лукаша (арх). — 2-е изд. — Мюнхен: Явь и быль, 1947. — С. 7—39. — 288 с.